# لم جردن
در آنالیز مختلط، لم جردن، نتیجه‌ای است که از آن برایِ محاسبه‌ی انتگرال‌هایِ مسیر یا انتگرال‌هایِ ناسره، بهره می‌برند. استفاده از این لم، به خصوص با همراهیِ قضیه مانده صورت می‌گیرد. این لم به نامِ کامیل جردن، ریاضیدانِ فرانسوی، نامیده شده‌است.

## صورت لم
مسیرِ دایره‌ایِ زیر را در نظر می‌گیریم:
{\displaystyle C_{R}=\{z:z=Re^{i\theta },\theta \in [0,\pi ]\}}
با توجه به محدوده‌ی زاویه‌ها، این نیم‌دایره در نیم‌صفحه‌ی بالایی قرار دارد، مرکزِ آن مبداءِ مختصات است و R>0 شعاعِ آن را نشان می‌دهد. حال تابعِ پیوسته‌ی f را که دامنه‌ی آن اعدادِ مختلط هستند با ضابطه‌ی زیر و بر رویِ این مسیر در نظر می‌گیریم:
{\displaystyle f(z)=e^{iaz}g(z)\,,\quad z\in C_{R},}
که a>0 است. لمِ جردن، لمی است که حدِ بالاییِ انتگرالِ f بر رویِ این مسیر را مشخص می‌کند. این حد برابر است با:
{\displaystyle {\biggl |}\int _{C_{R}}f(z)\,dz{\biggr |}\leq {\frac {\pi }{a}}\max _{\theta \in [0,\pi ]}{\bigl |}g{\bigl (}Re^{i\theta }{\bigr )}{\bigr |}\,.}
به شکلی مشابه، لمِ جردان برایِ نیم‌دایره‌ای که در نیم‌صفحه‌ی پایینی قرار گرفته نیز صادق است، اگر که a<0 باشد.

### توضیح
- فرض کنید که به ازایِ تمامِ Rهایِ بزرگ، باز هم f بر رویِ نیم‌دایره‌ی CR تعریف شده و بر رویِ آن پیوسته باشد، در این صورت اگر مقدارِ ماکزیمم تابع در Rهایِ بزرگ به سمتِ صفر میل کند (به این شرط، شرطِ (*) می‌گوییم.):

{\displaystyle M_{R}:=\max _{\theta \in [0,\pi ]}{\bigl |}g{\bigl (}Re^{i\theta }{\bigr )}{\bigr |}\to 0\quad {\mbox{as }}R\to \infty \,,\qquad (*)}
از لمِ جردن به راحتی می‌توان نتیجه گرفت که:
{\displaystyle \lim _{R\to \infty }\int _{C_{R}}f(z)\,dz=0.}
- اگر a=0 باشد، آن‌گاه لمِ تخمین (به انگلیسی: Estimation lemma) برقرار است. در صورتی که شرطِ (*) برقرار باشد، حتی اگر a=0 باشد، باز هم در {\displaystyle {R\to \infty }}، مقدارِ انتگرال برابر صفر می‌شود. اما در موقعیت‌هایی که شرطِ (*) برقرار نیست، برایِ پیدا کردنِ حدِ بالایِ انتگرال باید به لمِ تخمین مراجعه کرد.
- همانندِ لمِ تخمین، حدِ بالایی‌ای که لمِ جردن مشخص می‌کند، به شکلِ صریح به طولِ CR ارتباط ندارد و مستقل از شعاعِ مسیر است.

## کاربردها

مسیر C از الحاقِ مسیرهایِ C_{1} و C_{2} پدید می‌آید.

لمِ جردن، در محاسبه‌ی انتگرال‌هایِ حقیقی که بر رویِ محورِ اعدادِ حقیقی تعریف می‌شوند می‌تواند بسیار مفید باشد. تابعِ
را در نظر می‌گیریم که در نیمه‌ی بالاییِ صفحه‌ی اعدادِ مختلط، همه‌جا هولومورفیک (تحلیلی) و پیوسته است مگر در تعدادِ متناهی نقطه و این نقطه‌ها را که هیچ‌کدام بر رویِ محورِ اعدادِ حقیقی قرار ندارند، با z1 و z2 و ... تا zn نمایش می‌دهیم. مسیرِ بسته‌ی C را که در شکل نشان داده شد در نظر بگیرید، این مسیر از اجتماعِ مسیرهایِ C1 و C2 تشکیل می‌شود و بنا به تعریف داریم:
{\displaystyle \oint _{C}f(z)\,dz=\int _{C_{1}}f(z)\,dz+\int _{C_{2}}f(z)\,dz\,.}
اما بر رویِ مسیرِ C2، از آن‌جایی که متغیرِ Z، تنها شاملِ عددهایِ حقیقی می‌شود، به جایِ متغیرِ z می‌توان تنها بخشِ حقیقیِ آن را قرار داد و در نتیجه انتگرالِ دوم، به انتگرالِ حقیقیِ معمولی تبدیل می‌شود:
{\displaystyle \int _{C_{2}}f(z)\,dz=\int _{-R}^{R}f(x)\,dx\,.}
سمتِ چپِ معادله را نیز می‌توان به کمکِ قضیه‌ی مانده، محاسبه کرد. اگر R بزرگتر از ماکزیممِِ |z1| و |z2| و ... تا |zn| باشد، آن‌گاه بنا به قضیه‌ی مانده:
{\displaystyle \oint _{C}f(z)\,dz=2\pi i\sum _{k=1}^{n}\operatorname {Res} (f,z_{k})\,,}
که Res(f, zk) مانده‌ی تابعِ f در تکینگی‌هایِ Zk را نشان می‌دهد. اگر f شرطِ (*) را برآورده کند، آن‌گاه میل دادنِ R به سمتِ بی‌نهایت، باعث می‌شود که انتگرالِ مسیر بر رویِ C1 بنا به لمِ جردن صفر شود و در نتیجه، در نهایت مقدارِ انتگرالِ ناسره را این چنین به دست بیاوریم:
{\displaystyle \int _{-\infty }^{\infty }f(x)\,dx=2\pi i\sum _{k=1}^{n}\operatorname {Res} (f,z_{k})\,.}

## مثال
تابعِ زیر،
{\displaystyle f(z)={\frac {e^{iz}}{1+z^{2}}},\qquad z\in {\mathbb {C} }\setminus \{i,-i\},}
شرایطِ لازم برایِ برقراریِ لمِ جردن را دارا است. به ازایِ R>1 داریم:
{\displaystyle M_{R}=\max _{\theta \in [0,\pi ]}{\frac {1}{|1+R^{2}e^{2i\theta }|}}={\frac {1}{R^{2}-1}}\,,}
در نتیجه شرطِ (*) نیز برقرار است. از آن‌جایی که تابع در نیمه‌ی بالایی تنها یک نقطه‌ی تکینگی دارد و آن هم در z = i قرار گرفته‌است، داریم:
{\displaystyle \int _{-\infty }^{\infty }{\frac {e^{ix}}{1+x^{2}}}\,dx=2\pi i\,\operatorname {Res} (f,i)\,.}
از آن‌جایی که z = i، قطبِ ساده‌ی تابعِ f است، و با توجه به اینکه 1 + z2 = (z + i)(z - i)، خواهیم داشت:
{\displaystyle \operatorname {Res} (f,i)=\lim _{z\to i}(z-i)f(z)=\lim _{z\to i}{\frac {e^{iz}}{z+i}}={\frac {e^{-1}}{2i}}}
از آن‌جایی که {\displaystyle e^{iz}=cosx+i*sinx} پس بخشِ حقیقیِ جوابی که ما یافتیم برابر خواهد بود با مقدارِ انتگرالِ زیر:
{\displaystyle \int _{-\infty }^{\infty }{\frac {\cos x}{1+x^{2}}}\,dx=\operatorname {Re} \int _{-\infty }^{\infty }{\frac {e^{ix}}{1+x^{2}}}\,dx={\frac {\pi }{e}}\,.}
این نتیجه نشان می‌دهد که با استفاده از ابزارهایی که در آنالیزِ مختلط در دست داریم، چه‌طور می‌توان به سادگیِ تمام انتگرالِ تابع‌هایی را محاسبه کرد (تابع‌هایی چون {\displaystyle {\frac {\cos x}{1+x^{2}}}}) که محاسبه‌شان در حالتِ عادی بسیار دشوار و گاه حتی ناممکن است.

## اثبات لم جردن
بنا به تعریفِ انتگرال مسیر مختلط داریم:
{\displaystyle {\begin{aligned}\int _{C_{R}}f(z)\,dz&=\int _{0}^{\pi }g(Re^{i\theta })\,e^{iaR(\cos \theta +i\sin \theta )}\,iRe^{i\theta }\,d\theta \\&=R\int _{0}^{\pi }g(Re^{i\theta })\,e^{aR(i\cos \theta -\sin \theta )}\,ie^{i\theta }\,d\theta \,.\end{aligned}}}
حال از نامساویِ زیر بهره می‌بریم:
{\displaystyle {\biggl |}\int _{a}^{b}f(x)\,dx{\biggr |}\leq \int _{a}^{b}|f(x)|\,dx}
در نتیجه خواهیم داشت:
{\displaystyle {\begin{aligned}I_{R}:={\biggl |}\int _{C_{R}}f(z)\,dz{\biggr |}&\leq R\int _{0}^{\pi }{\bigl |}g(Re^{i\theta })\,e^{aR(i\cos \theta -\sin \theta )}\,ie^{i\theta }{\bigr |}\,d\theta \\&=R\int _{0}^{\pi }{\bigl |}g(Re^{i\theta }){\bigr |}\,e^{-aR\sin \theta }\,d\theta \,.\end{aligned}}}
حال MR را این‌گونه تعریف می‌کنیم:
{\displaystyle M_{R}:=\max _{\theta \in [0,\pi ]}{\bigl |}g{\bigl (}Re^{i\theta }{\bigr )}{\bigr |}}
با توجه به اینکه تابعِ sin تابعی متقارن است (sin θ = sin(π – θ)) می‌توانیم کران‌هایِ انتگرال را به جایِ (صفر تا π) از (صفر تا π/2) در نظر بگیریم. در نتیجه و با توجه به تعریفی که از MR ارائه دادیم داریم:
{\displaystyle I_{R}\leq RM_{R}\int _{0}^{\pi }e^{-aR\sin \theta }\,d\theta =2RM_{R}\int _{0}^{\pi /2}e^{-aR\sin \theta }\,d\theta \,.}
به علاوه به راحتی می‌توان اثبات کرد که در بازه‌ی θ ∈ [0,π /2]، داریم:
{\displaystyle \sin \theta \geq {\frac {2\theta }{\pi }}\quad }
در نهایت لمِ جردن این‌گونه به اثبات می‌رسد:
{\displaystyle I_{R}\leq 2RM_{R}\int _{0}^{\pi /2}e^{-2aR\theta /\pi }\,d\theta ={\frac {\pi }{a}}(1-e^{-aR})M_{R}\leq {\frac {\pi }{a}}M_{R}\,.}